# Lucía Riojas Martínez
Ana Lucía Riojas Martínez (Ciudad de México; 25 de febrero de 1988) es una comunicóloga, política y activista social mexicana. Fue Secretaria del Ayuntamiento de Monterrey y diputada federal para el periodo de 2018 a 2021.

## Biografía
Lucía Riojas Martínez es licenciada en Ciencias de la Comunicación egresada de la Universidad Iberoamericana, en donde en 2012 fue parte de la asamblea de Más De 131 durante el movimiento estudiantil Yo soy 132. Es abiertamente lesbiana y activista por los derechos de las mujeres y la diversidad sexual.
En 2017 apoyada por el movimiento Ahora encabezado por Emilio Álvarez Icaza, buscó registrarse como candidata independiente a Jefa de Gobierno de la Ciudad de México. Sin embargo, no logró recopilar las 75 546 firmas de apoyo que se exigían como requisito para dicho registro.
En abril de 2018, Ahora, llegó a un acuerdo político con la coalición Por México al Frente para apoyar sus candidaturas; a cambio, el Partido Acción Nacional —que encabezaba la coalición— la registró como candidata a diputada federal por la vía representación proporcional en el sexto lugar de su lista de candidatos en la cuarta circunscripción. 
Resultando electa a la LXIV Legislatura de 2018 a 2021, como consecuencia del acuerdo político previo no formó parte de la bancada del PAN, sino que es considerada diputada sin partido. Es secretaria de la comisión de Juventud y Diversidad Sexual, e integrante de la de Derechos Humanos, y de la de Igualdad de Género.

## Vida personal
Lucía es prima en cuarto grado del actual aspirante a Senador Luis Donaldo Colosio Riojas, hijo del fallecido aspirante priísta Luis Donaldo Colosio Murrieta.